# Glasbila s tipkami
Glasbila s tipkami so tista glasbila, ki imajo klaviaturo, po kateri glasbenik igra s pritiski prstov. V kategorizacijah glasbil so najbolj nekonsistentna skupina, saj jih ne povezujejo skupne akustične značilnosti. Klavir je kordofoni instrument, orgle so aerofoni instrument, čelesta je idiofoni instrument. 

## Vrste glasbenih inštrumentov s tipkami
- klavir
  - pianino
- spinet
- čembalo
- virginal
- orgle
- harmonika
  - diatonična harmonika
  - klavirska harmonika
  - kromatična harmonika
- harmonij
- čelesta (celesta)
- sintetizator